# Languidic
Languidic (tiếng Breton: Langedig) là một xã ở tỉnh Morbihan trong vùng Bretagne tây bắc Pháp. Xã này có diện tích 109,08 km², dân số năm 1999 là 6489 người. Khu vực này có độ cao từ 7-126 mét trên mực nước biển.
Cư dân của Languidic danh xưng trong tiếng Pháp là Languidiciens.

## Tiếng Bretagne
Năm 2007, có 18,4% trẻ em học trường song ngữ ở cấp tiểu học.